# Boudinotiana touranginii
Boudinotiana touranginii is een vlinder uit de familie spanners (Geometridae). De wetenschappelijke naam is voor het eerst geldig gepubliceerd in 1870 door Berce.
De soort komt voor in Europa.